# Гормунд
Гормунд Африканський − легендарний вождь, який наприкінці VI сторіччя розгромив (у союзі з саксами) британського короля Керетіка та остаточно розчистив дорогу саксонському завоюванню Логрії. Згадується Гальфридом Монмутським в «Історії королів Британії» та «Житті Мерліна».
В «Історії…» Гальфрид твердить, що Гормунд прийшов з Африки, завоював Ірландію та разом із саксами (яких обурило тиранічне правління короля Керетика) вдерся до Логрії. Керетик утік від Гормунда до міста Цирецестрія, а далі до Уельсу, де й помер, Логрію ж зайняли сакси − і це вже назавжди. В «Житті Мерліна» Гальфрид додає, що Гормунд потім пішов на Галлію та помер від королівського списа. Хоча Гальфрид − відомий псевдоісторик, конкретно цю історію він не вигадав: французька епічна пісня «Гормон та Ізамбар» також згадувала сарацинського вождя на ім’я Гормонд, який взяв Цирецестрію та зустрічався з Ізембардом, послом короля Людовика I Благочестивого.
Імовірним прототипом Гормунда може бути Гутрум, вождь вікінгів IX сторіччя − його вікінги (хоча якраз не він сам) вдерлися до Франції. Іншу версію відстоює російський історик Алєксандр Нєміровскій: на його думку, Гормунд − та ж сама особа, що й Гормонт лицарських романів (батько Ізольди Прекрасної), і прототип обох − такий собі Кулванавід (за іншим правописом − Гурманавід), «коротун з острова Мен», батько Ізольди в валлійських Тріадах.
Фризький хроніст Андреас Корнеліус у творі Chronyk van Friesland (1597) розміщує Гормунда наприкінці V сторіччя та твердить, що на його боці воювали Хорса та Хенгіст − внучаті племінники тих Хорси та Хенгіста, які розпочали саксонське завоювання.